# Вехингер, Райнер
Райнер Вехингер (нем. Rainer Wehinger; род. 31 января 1944, Баден-Баден) — немецкий музыкальный педагог.
Окончил Штутгартскую высшую школу музыки и театра как музыкальный педагог (1968) и концертный пианист (1973), после чего изучал музыковедение, философию и физику в Берлинском техническом университете. В 1977—1985 гг. занимался научной работой в Берлинской высшей школе искусств. В 1985 году вернулся в Штутгартскую высшую школу музыки и театра, в 1987—1997 гг. заведовал лабораторией электронной музыки, в 1997—2002 гг. ректор.
Наиболее известен ранней работой 1970 года — визуальной репрезентацией партитуры произведения Дьёрдя Лигети «Артикуляции», получившей одобрение композитора и опубликованной с пояснениями обоих.